# نخل‌پیچ
کاج پیچی یا پیچ‌کاجی یا کادی یا کدر، نام یک جنس (سرده) از گیاهان است. کاج پیچی سرده‌ای از پیچکاجی‌سانان است با حدود۶۰۰ گونهٔ شناخته‌شدهٔ درختچه‌ای کوتاه به ارتفاع کمتر از یک متر یا درختی متوسط تا ارتفاع ۲۰ متر با تاج‌پوشی گسترده و رشدی متوسط؛ تنهٔ تنومند آن‌ها دارای انشعابات بسیاری است که اثرات متعدد برگ گرداگرد آن باقی مانده است.
گونه‌های این گیاه را به خاطر برگ‌های زیبایشان که شبیه برگ‌های آناناس است پرورش می‌دهند مهم‌ترین گونه زینتی آن که در منازل پرورش می‌دهند عبارت‌اند است:
۱-p.veitchii-این گونه بومی پلی‌نزی است ارتفاع و گسترش آن در حدود ۶۰ سانتیمتر است. برگ‌های شمشیری، پهن، ناوی شکل در کنار و روی برگ‌های مرکزی دارای دانه‌های ظریف خار مانند می‌باشد. طول آن به شصت سانتیمتر می‌رسد. رنگ آن سبز تیره با لبه سفید خالص یا نقره‌ای رنگ است.
از خصوصیات این گیاه به وجود آوردن ریشه هوایی است که به صورت مستقیم از گیاه خارج شده و در محیط زیستگاه به طول یک متر می‌رسد. این وضعیت البته در اتاق به ندرت مشاهده می‌گردد.

## مراقبت‌های لازم
۱-نور
گیاهان این جنس به نور فراوان احتیاج دارند و نور متوسط را نیز تحمل می‌کنند نور مستقیم خورشید برای آنان مضر است.
۲-حرارت
این جنس مخصوص گلخانه‌های گرم است، حرارت مناسب برای آن ۲۲–۲۰ درجه‌است؛ ولی باید آن را از منبع حرارتی مانند بخاری، رادیاتور شوفاژ و همچنین جریان هوا دور نگه داشت و حرارت کمتر از پانزده درجه گیاه احتمالاً از بین خواهد رفت.
۳-آبیاری-گیاه به آب زیادی احتیاج دارد، بنابراین خاک گلدان باید همیشه مرطوب باشد، ضمناً گلدان باید دارای زه کشی خوب باشد تا آب آن در خاک باقی نماند زیرا آب زیاد موجب پوسیدگی ریشه می‌گردد.
۴- رطوبت
گیاه به رطوبت متوسط هوا احتیاج دارد. پاشیدن آب بر روی برگ‌ها مخصوصاً در تابستان بسیار ضروری است. چنانچه درجه حرارت کم ولی رطوبت هوا زیاد باشد نوک برگ‌ها قهوه‌ای و خشک می‌شود و در هوای خشک مورد حمله تریپس و عنکبوت‌های قرمز و سایر حشرات مضر قرار می‌گیرند که به‌وسیله سموم حشره کش می‌توان آن‌ها را از بین برد
۵-نوع خاک
خاک برگ‌ها مخصوصاً خاک حاصله از چمن یا مخلوطی از ماسه، خاک برگ و پیت مناسبترین خاک برای گیاهان است ph یعنی اسیدیته خاک باید قلیایی و در حدود ۸–۷ باشد
۶-کود:
این گیاه احتیاج زیادی به کود ازته دارد و می‌توان از کودی از که شامل ۱۰۰گرم نیترات پتاسیم، ۱۰۰گرم فسفات کلسیم، و۲۰۰گرم سولفات آمونیم است استفاده کرد و آن را به به مقدار ۳۰ گرم در لیتر هر دو هفته یکبار از فروردین تا آبان ماه به گیاه داد.
کشت و ازدیاد گیاه
ازدیاد گیاه به این صورت است که پاجوش‌های ایجاد شده از گیاه را با قسمتی از ریشه گیاه در فصل بهار و تمام طول تابستان جدا کرده و محل برش را برای جلوگیری از پوسیدگی با زغال چوب می‌پوشانیم و سپس به کاشت آن اقدام می‌نماییم.

## نگارخانه

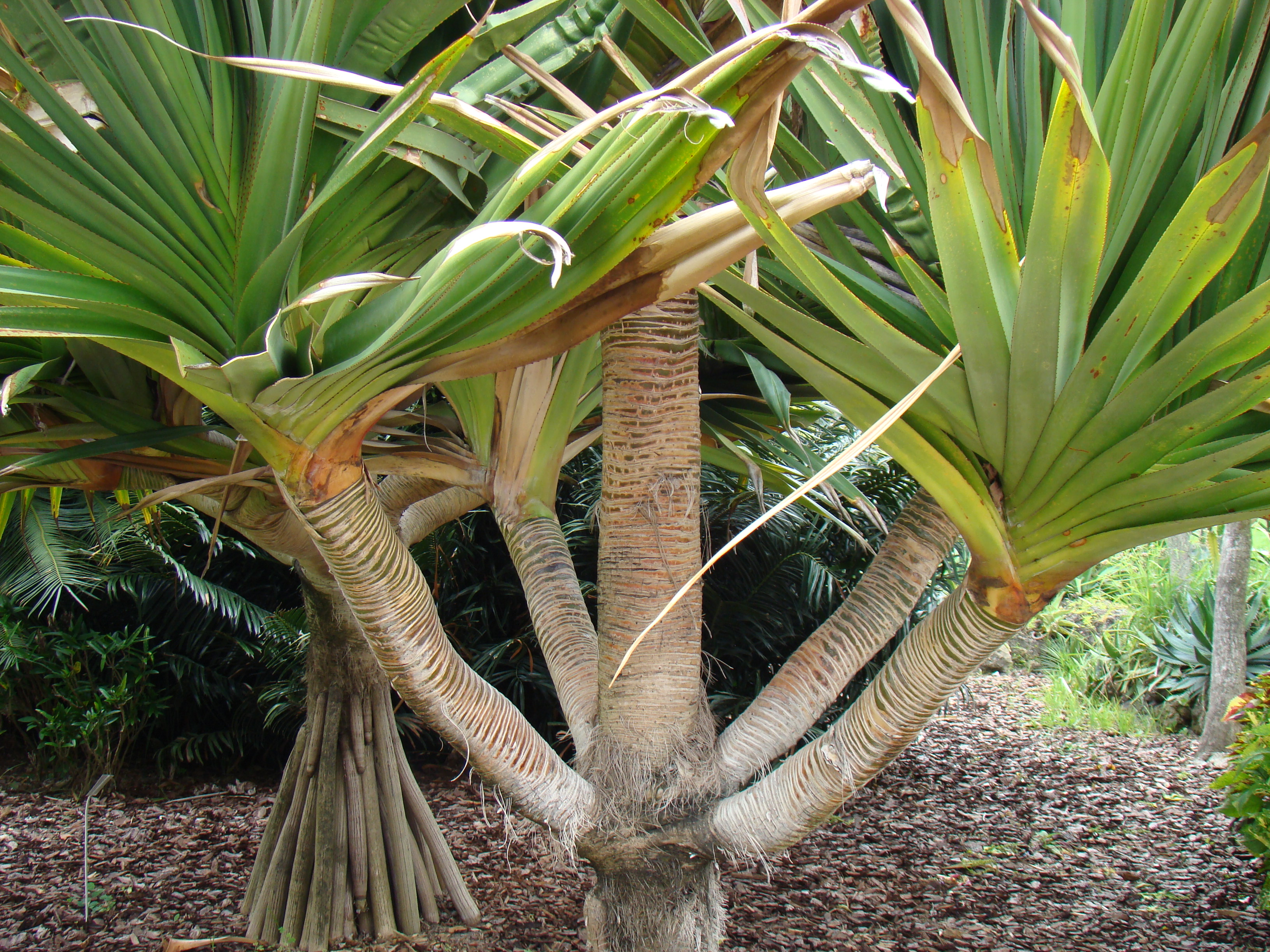
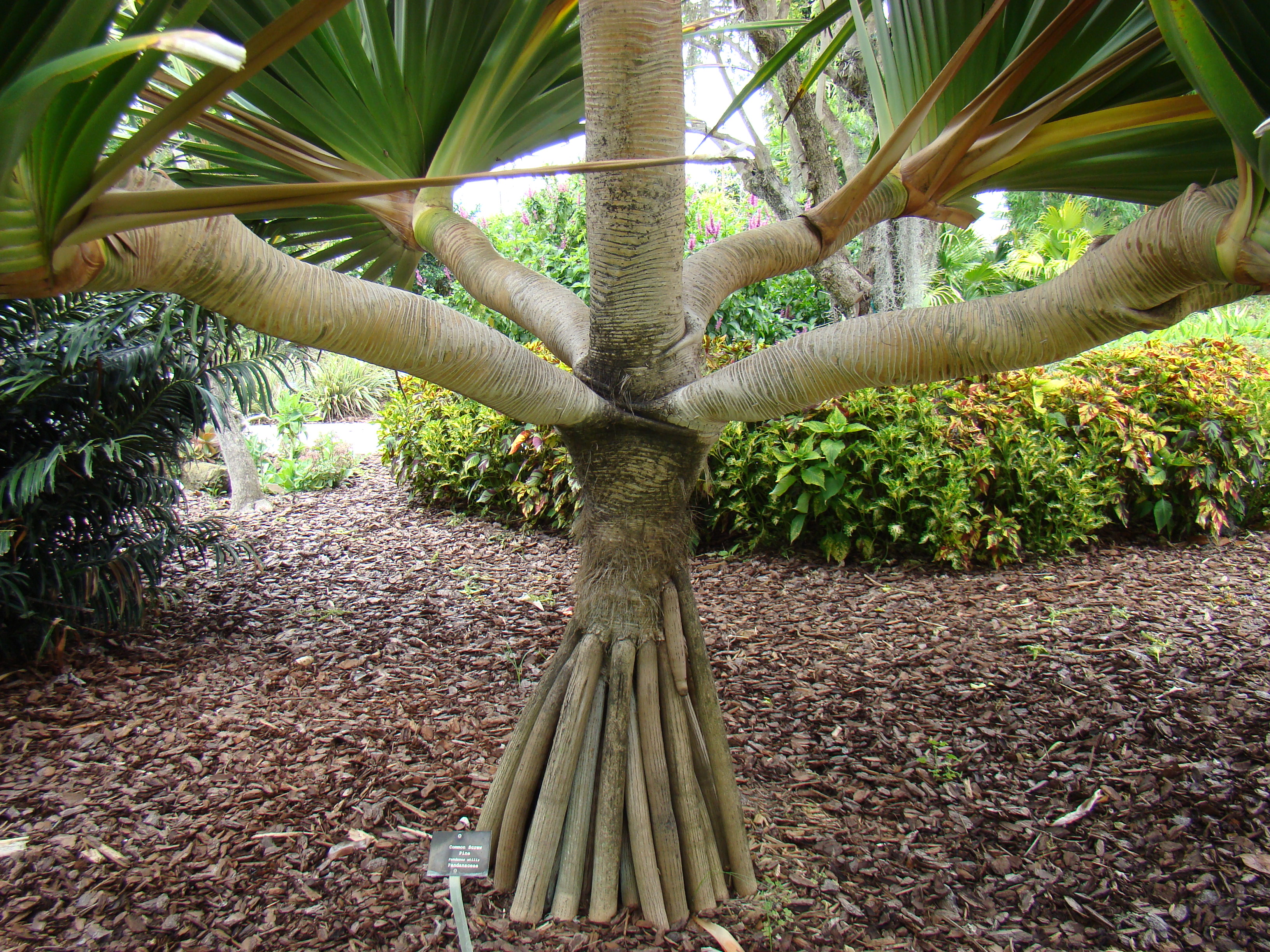
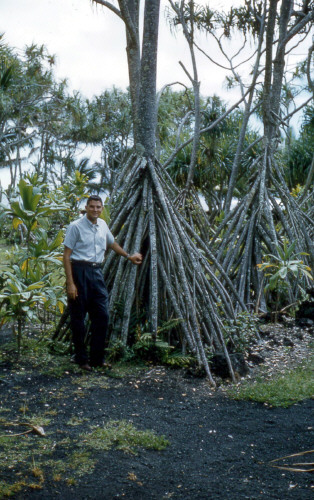
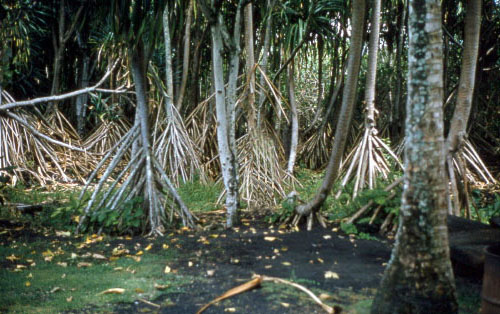
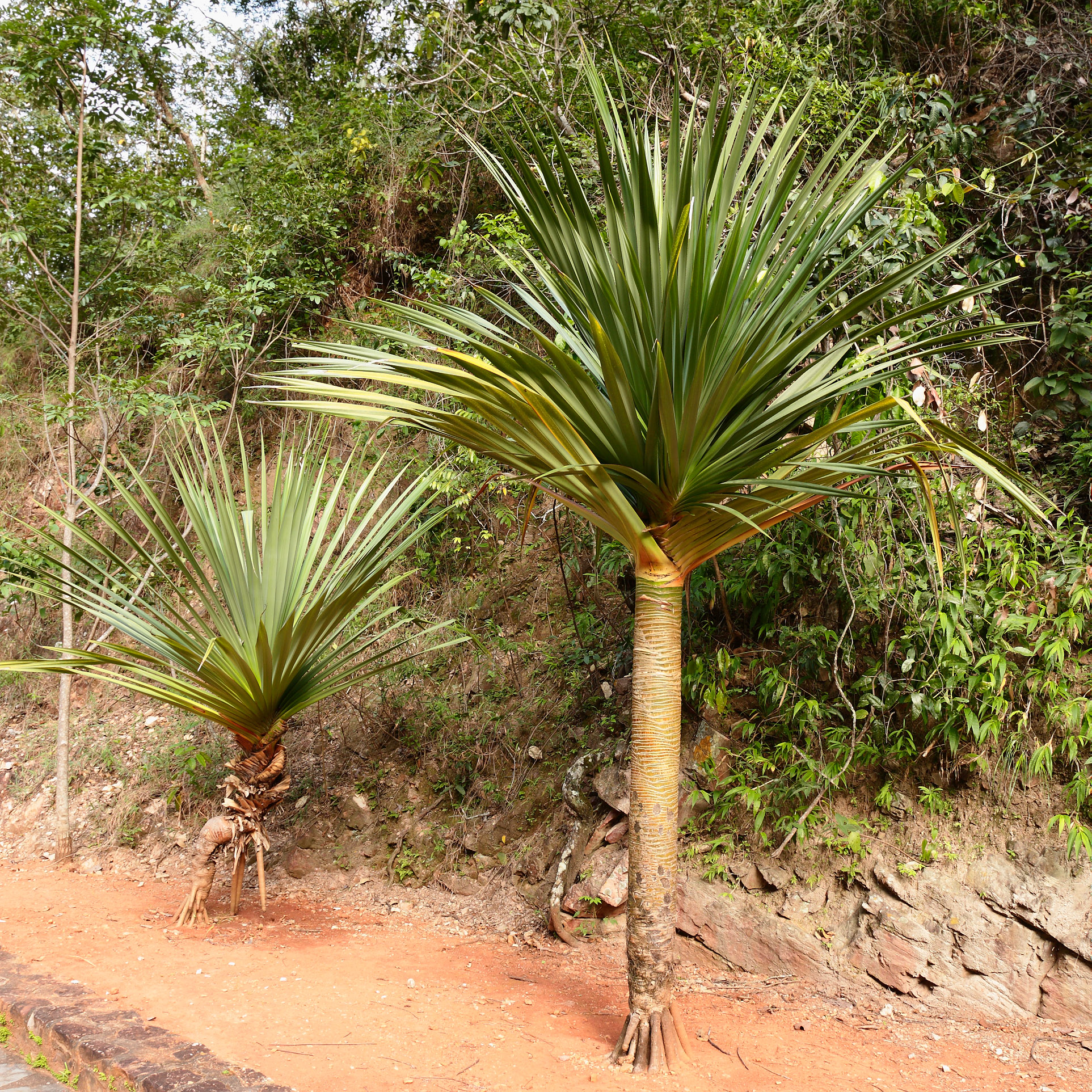
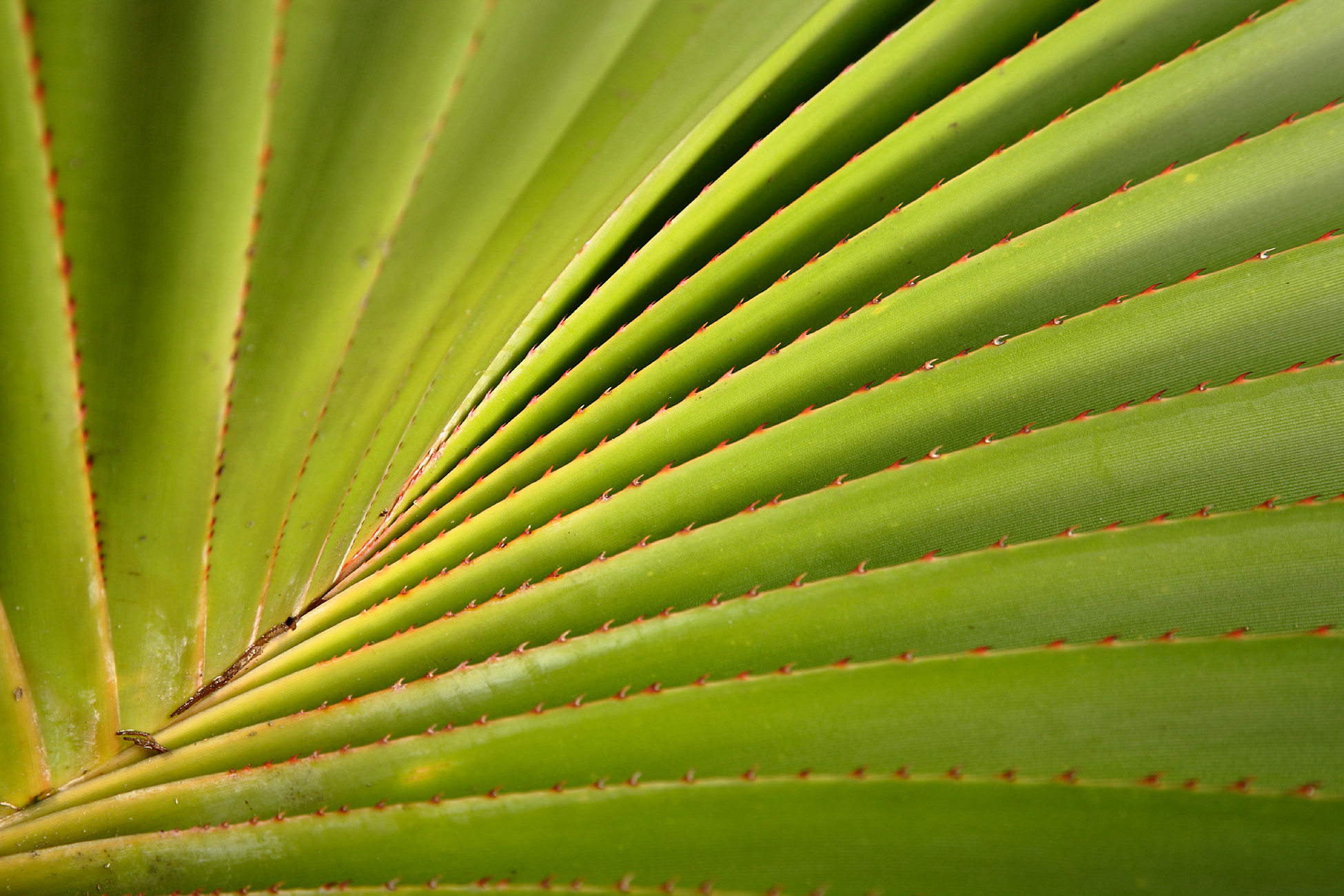